# Matts Eriksson (byggmästare)
Nils Martin (Matts) Eriksson, född 27 februari 1881 i Källs-Nöbbelövs församling, Malmöhus län, död 29 augusti 1967 i Helsingborg, var en svensk byggmästare.
Eriksson, som var son till Nils Eriksson och Karna Svensdotter, studerade vid högre allmänt läroverk och genomgick praktisk utbildning i byggnadsbranschen. Han var anställd hos byggnadsfirman And. J. Ahlström i Helsingborg 1903–1916 och innehade egen entreprenörrörelse från 1916. Han utförde kasern-, lasaretts-, bostads-, fabriks-, bro- och vägbyggnader i Skåne, Halland, Blekinge och Småland. Han var styrelseledamot och verkställande direktör i AB Matts Eriksson, ordförande i Rederi AB Alfa och Atos, styrelseledamot där samt i Rederi AB Sigyn och Skåne, styrelseledamot i Wällufs Sparbank, ordförande i Helsingborgs byggmästareförening och styrelseledamot i Svenska byggnadsindustriförbundet.